# Roszków (Silésie)
Pour les articles homonymes, voir Roszków.
Roszków est une localité polonaise de la gmina de Krzyżanowice, située dans le powiat de Racibórz en voïvodie de Silésie.